# Малоросійська колегія
Малоросі́йська коле́гія або Перша Малоросі́йська коле́гія — колегія, що керувала українськими землями Російської імперії під час Глухівського періоду в історії Гетьманщини. Центральний орган російської адміністрації у Гетьманщині.

## Історія
Утворена 16(27) травня 1722 року за наказом Петра І, замість Малоросійського приказу (знаходився в Москві), для контролю за діяльністю українського гетьмана підпорядкування його загальноросійській системі управління. Необхідність у її створені, з'явилась під час загальноімперської реформи органів управління (були створені 12 колегій з різних питань замість приказів і були засновані «…Канцелярии, Губернии и Провинции».
Етимологічно назва походить від поняття «малороси».
Колегія складалася з президента Степана Вельямінова та шести штабних офіцерів російських військ, які перебували в Україні. У цивільних справах підкорялася сенату, а у військових — головнокомандуючому військами в Україні. Територіально розташовувалася в Глухові. Колегія, була найвищою установою в Україні, вище гетьмана. Гетьман мав лише дорадчий голос.
Відразу, в 1722 році Малоросійська колегія розміщувалася в Глухові в будинку бунчукового товариша Степана Миклашевського, який «весьма давнешнього лета», ветхий та не має кам'яних погребів для зберігання грошей казни.
У 1727 році Малоросійську колегію було ліквідовано і відновлено владу гетьмана.

## Створення колегії
Реформа політично-адміністративного устрою Гетьманщини розпочалась запровадженням на її території російської владної структури Малоросійської колегії. Маніфест з приводу заснування Колегії декларував:
|  | Понеже императорское величество, соболезнуя о подданных своих, дабы каждаму... во всем суд был праведный и безпродолжитель-ной..., учредил коллегіи, канцелярій, губерній и провинціи и многими указами, и инструкціями, и регламентами снабдить изволил..., а Малая Россія... до сего не была судима и протчими распорадками удовольствована... |

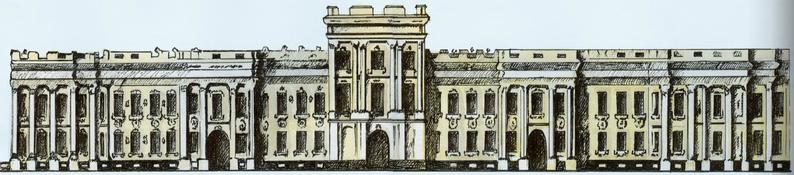
Будівля Другої малоросійської колегії у Глухові (1765)

В основу державної реформи було покладено теорію «державного будівництва», суть якої полягала в тому, що держава є людським творінням, ідеальним інструментом перетворення суспільства. Зразком державного устрою для Петра І служила шведська модель, побудована на засадах камералізму.
Перенесення до Московського царства колегіальної системи управління розпочалось у 1717–1718 pp. після ліквідації приказної системи. Українські справи механічно перейшли з відання Малоросійського приказу до Іноземної колегії Російської держави. Першим документальним свідченням про наміри Петра І заснувати Малоросійську колегію стала адресована сенаторам власноручна записка царя, проект майбутнього указу:
|  | ...Понеже многие жалобы до нас доходят от малороссийскаго народа о налогах и непорядках (выписать несколько важных имен), которые чинятца протиф договоров гетмана Богдана Хмелницкаго, того ради определяем бригадира Степана Вельяминова и с ним 6 штап-офицероф переменяяс погодно из гварнизоноф украинских, которым быт при вас (гетьмані) и чинит то все, что определено в тех, Хмелницкаго, договорах... |

## Склад колегії
Від української сторони до складу Першої Малоросійської колегії «правителями Генеральної військової канцелярії» в 1724—1727 рр. входили Глухівський сотник Іван Мануйлович (керівник), колишній полтавський сотник Іван Левенець та Федір Гречаний.

## Повноваження Малоросійської колегії
1. Колегія розглядала скарги на генеральний суд та ратушні суди, військову Канцелярію, полкові та всі інші Канцелярії, була своєрідним апеляційним органом.
2. Також вона мала спостерігати за своєчасним збором та спрямуванням в царську казну хлібних, грошових та інших зборів.
3. Із зібраних грошей колегія мала роздавати платню Гетманській раді, Сердюкам і Компанійцям.
4.Ще одним із обов'язків колегії було вести прибуткові і видаткові книги, надсилати відомості про прибутки і витрати кожну третину року, а кожен рік надсилати прибуткові книги з Прокурором в Сенат.
5. Колегія мала спостерігати за розподілом військового постою на так званих «вінтер-квартирах», а також, якщо виникнуть скарги на когось з цих військових, то в повноваженнях колегії було чинити суд.
6. Спостереження за діяльностю Генеральної військової канцелярії також входило в повноваження Малоросійської колегії, як і перевірка гетьманських універсалів та інших документів — щоб гетьманським іменем не підписувались писарі та інші.

## Відновлення Малоросійської колегії
У 1764 році Катерина II скасувала гетьманську владу і в Глухові відновила Малоросійську колегію на попередніх засадах. Вона складалась з 4 росіян та 4 українців під представництвом генерал-губернатора графа Румянцева. Остаточна ліквідація автономії та гетьманської влади в України, поширення на її території порядків, що панували в Російської імперії, призвели до остаточної ліквідації Другої Малоросійської колегії (1786).
Архів колегії було перевезено до Чернігова, де він дуже постраждав, через недбале ставлення. 1880 року архів був переданий Харківському університету.